# Pteris squamaestipes
Pteris squamaestipes là một loài dương xỉ trong họ Pteridaceae. Loài này được C.Chr. & Tardieu mô tả khoa học đầu tiên năm 1937.
Danh pháp khoa học của loài này chưa được làm sáng tỏ. 